# Sablet
Sablet je francouzská obec, která se nachází v departementu Vaucluse v regionu Provence-Alpes-Côte d'Azur. Rozkládá se na východ od pohoří Dentelles de Montmirail. V roce 2008 zde žilo 1267 obyvatel.

## Pamětihodnosti
- pozůstatky středověkého opevnění
- románský kostel sv. Nazaria